# Neriene emphana
Neriene emphana Walckenaer, 1841 è un ragno appartenente alla famiglia Linyphiidae.

## Distribuzione
La specie è stata rinvenuta in diverse località della regione paleartica

## Tassonomia
Non sono stati esaminati esemplari di questa specie dal 2012
Attualmente, a dicembre 2013, non sono note sottospecie